# Alef (langage)
Pour les articles homonymes, voir Alef.
Le langage de programmation Alef a été conçu par Phil Winterbottom des Laboratoires Bell dans le cadre du système d'exploitation Plan 9.
Lors d'une présentation en février 2000, Rob Pike déclara : « … Alef était un langage intéressant, mais il s'est révélé trop difficile de maintenir un langage sur de multiples architectures, alors nous en avons retenu les leçons et construit la bibliothèque de processus légers (threads) en C ».[réf. nécessaire]